# Chad le Clos
Pour les articles homonymes, voir Clos.
Chad Guy Bertrand le Clos (né le 12 avril 1992 à Durban) est un nageur sud-africain en activité, spécialiste des épreuves de papillon et quatre nages. 
Révélé tôt au niveau junior, il s'illustre en 2010 aux Jeux olympiques de la jeunesse à Singapour (un titre, trois médailles d'argent et une de bronze), aux Jeux du Commonwealth (2 titres, une médaille d'argent et de bronze), puis aux mondiaux en petit bassin où il obtient le titre du 200 m papillon. Il connaît la consécration lors des Jeux olympiques d'été de Londres, en remportant l'or sur le 200 m papillon, battant Michael Phelps sur les 5 derniers mètres.

## Biographie

### 2010: la révélation
Sa première grande compétition internationale sont les Jeux olympiques de la jeunesse entre le 15 et le 20 août 2010 à Singapour. Aligné sur 5 courses dont 4 individuelles, il monte sur chacun des podiums. Le 15 août, il s'aligne en finale du 400 m nage libre où il finit second derrière le chinois Jun Dai. Le lendemain, il arrive une nouvelle fois deuxième lors de la finale du 100 m papillon derrière le coréen Chang Gyu-cheol. Le même jour, il décroche la médaille d'or du 200 m 4 nages en 2:00.68. Le 17 août, il est le premier relayeur du 4 × 100 m nage libre sud-africain qui décroche la médaille de bronze. Lors de la dernière journée, il est classé deuxième lors de la finale du 200 m papillon derrière le hongrois Bence Biczo.
Du 4 au 13 octobre de la même année, il participe aux Jeux du Commonwealth qui se déroulent à Delhi (Inde). Aligné dans 5 courses, il obtient 2 titres. Lors du 200 m papillon, il décroche la première place en établissant un nouveau record du Commonwealth en 1:56.48. Bien qu'il n'ait pas participé à la finale, il est médaillé de bronze sur le 4 × 100 m nage libre puis sur le 4 × 200 m nage libre. Juste après, il est déclaré champion du Commonwealth sur le 400 m 4 nages en établissant un nouveau record en 4:13.25. Pour conclure ces Jeux, les sud-africains remportent la médaille d'argent du 4 × 100 m 4 nages derrière les australiens.
Aux Championnats du monde en petit bassin en 2010 à Dubaï (Émirats arabes unis), il rafle la médaille d'or du 200 m papillon.

### 2011
Cette année-là, il participe aux Championnats pan-africains à Maputo (Mozambique). À cette occasion, il rafle 6 titres et une médaille de bronze. Il devient champion d'Afrique sur le 200 m papillon (nouveau record d'Afrique en 1:56.37), le 200 m 4 nages (nouveau record d'Afrique en 2:00.70), le 400 m 4 nages (nouveau record d'Afrique en 4:16.88), le 4 × 100 m nage libre (nouveau record d'Afrique en 3:19.42) et le 4 × 100 m 4 nages. De plus, il est médaillé d'argent sur le 100 m papillon derrière le kényan Jason Dunford.
Aux Championnats du monde en grand bassin à Shanghai (Chine), il finit 5e du 200 m papillon, 13e du 100 m papillon et 10e du 4 × 100 m nage libre avec le relais sud-africain.

### 2012: les Jeux olympiques et la victoire sur Michael Phelps
Lors des Jeux Olympiques de Londres (Royaume-Uni) en 2012, il arrive 5e du 400 m 4 nages bien qu'il ait battu le record d'Afrique du Sud lors des séries en 4:12.24. Le cinquième jour, il bat de 5 centièmes le double tenant du titre Michael Phelps sur le 200 m papillon en établissant le nouveau record d'Afrique en 1:52.96. Le lendemain, il se qualifie pour la finale du 200 m 4 nages mais décide de ne pas faire la finale pour se concentrer sur le 100 m papillon. Le septième jour de la compétition, il gagne la médaille d'argent du 100 m papillon à égalité avec le russe Yevgeniy Korotychkin mais derrière l'américain Michael Phelps (il établit un nouveau record d'Afrique du Sud lors de la demi-finale).

### 2013: Doublé mondial à Barcelone
Lors des Championnats du monde en grand bassin 2013 disputés à Barcelone (Espagne), le jeune nageur sud-africain âgé de 21 ans parvient à confirmer son statut de champion olympique du 200 mètres papillon en remportant le titre mondial avec le chrono de 1:54.32 devant le polonais Pawel Korzeniowski (1:55.01) et le chinois Wu Peng (1:55.09). Il réalise quelques jours après le doublé en remportant la médaille d'or du 100 mètres papillon en 51.06 devançant le hongrois Laszlo Cseh (51.45) et le polonais Konrad Czerniak (51.46). Il devient donc le deuxième représentant de l'Afrique du Sud avec Roland Schoeman à remporter 2 médailles d'or individuelles sur un même championnat du monde.
Dans la foulée de ces Mondiaux, le Clos bat pour sept centièmes de seconde le record du monde du 200 mètres papillon en petit bassin lors de l'étape de Coupe du monde de natation d'Eindhoven. Il bat ce record en novembre lors de l'étape de Singapour.

### Depuis 2020
Chad le Clos, en compagnie de la hockeyeuse Phumelela Mbande, est désigné porte-drapeau de la délégation sud-africaine aux Jeux olympiques de 2020 à Tokyo. Il est atteint durant ces Jeux de dépression sévère. Sa santé mentale continue de se dégrader une fois ces Jeux terminés, au point d'être au bord du suicide en novembre 2021, date à laquelle il décide de suivre une thérapie.
En décembre 2022, il obtient tout d'abord le titre sur 200 mètres papillon lors des championnats du monde en petit bassin de Melbourne. Son temps de 1 min 48 s 27 constitue un nouveau record d'Afrique. Il gagne ensuite en 48 s 59 le 100 mètres papillon.

## Ses sélections
- Jeux olympiques : Londres 2012, Rio 2016, Tokyo 2020
- Championnats du monde en grand bassin : Shanghai 2011, Barcelone 2013, Kazan 2015, Budapest 2017, Gwangju 2019, Budapest 2022
- Championnats du monde en petit bassin : Dubai 2010, Istanbul 2012, Doha 2014, Windsor 2016, Hangzhou 2018, Abou Dabi 2021, Melbourne 2022
- Jeux du Commonwealth : New Delhi 2010, Glasgow 2014, Gold Coast 2018, Birmingham 2022

## Palmarès

### Jeux olympiques
| Édition      | Épreuves             | Épreuves                     | Épreuves         | Épreuves                                | Épreuves         | Épreuves             | Épreuves                           |
| Édition      | 200 m nage libre     | 100 m papillon               | 200 m papillon   | 200 m 4 nages                           | 400 m 4 nages    | 4 × 200 m nage libre | 4 × 100 m 4 nages                  |
| Londres 2012 | -                    | Argent 51 s 44               | Or 1 min 52 s 96 | 7e temps des demi-finales 1 min 58 s 49 | 5e 4 min 12 s 42 | 7e 7 min 09 s 65     | 13e temps des séries 3 min 35 s 23 |
| Rio 2016     | Argent 1 min 45 s 20 | Argent 51 s 14               | 4e 1 min 54 s 06 | -                                       | -                | -                    | -                                  |
| Tokyo 2020   | -                    | 18e temps des séries 51 s 89 | 5e 1 min 54 s 93 | -                                       | -                | -                    | -                                  |

### Championnats du monde
| Édition        | Épreuves         | Épreuves                           | Épreuves                     | Épreuves             | Épreuves                           | Épreuves                           |  |
| Édition        | 200 m nage libre | 50 m papillon                      | 100 m papillon               | 200 m papillon       | 4 × 100 m nage libre               | 4 × 100 m 4 nages                  |  |
| Barcelone 2013 | -                | 23e temps des séries 23 s 76       | Or 51 s 06                   | Or 1 min 54 s 32     | 11e temps des séries 3 min 17 s 91 | 11e temps des séries 3 min 36 s 22 |  |
| Kazan 2015     | 6e 1 min 46 s 53 | 14e temps des demi-finales 23 s 76 | Or 50 s 56                   | Argent 1 min 53 s 68 | -                                  | -                                  |  |
| Budapest 2017  | DNS              | -                                  | 12e temps des séries 51 s 48 | Or 1 min 53 s 33     | -                                  | 15e temps des séries 3 min 36 s 31 |  |
| Gwangju 2019   | -                | -                                  | Bronze 51 s 16               | Bronze 1 min 54 s 15 | -                                  | 23e temps des séries 3 min 38 s 18 |  |
| Budapest 2022  | -                | 33e temps des séries 23 s 86       | DNS                          | DNS                  | -                                  | -                                  |  |

| Édition        | Épreuves                     | Épreuves                     | Épreuves       | Épreuves                           | Épreuves             | Épreuves                        | Épreuves        | Épreuves                         | Épreuves                         | Épreuves             |
| Édition        | 50 m papillon                | 100 m nage libre             | 100 m papillon | 200 m nage libre                   | 200 m papillon       | 200 m 4 nages                   | 400 m 4 nages   | 4 × 50 m nage libre              | 4 × 50 m 4 nages                 | 4 × 200 m nage libre |
| Dubaï 2010     | -                            | -                            | -              | 16e temps des séries 1 min 44 s 65 | Or 1 min 51 s 56     | 12e temps des séries 1 min 56 s | 5e 4 min 3 s 74 | Épreuve inexistante à cette date | Épreuve inexistante à cette date | -                    |
| Istanbul 2012  | Argent 22 s 26               | -                            | Or 48 s 82     | -                                  | -                    | -                               | -               | Épreuve inexistante à cette date | Épreuve inexistante à cette date | -                    |
| Doha 2014      | Or 21 s 95                   | -                            | Or 48 s 44     | Or 1 min 41 s 45                   | Or 1 min 48 s 61     | -                               | -               | -                                | 8e 1 min 35 s 05                 | Bronze 6 min 52 s 13 |
| Windsor 2016   | Or 21 s 98                   | 30e temps des séries 48 s 31 | Or 48 s 08     | Argent 1 min 41 s 65               | Or 1 min 48 s 76     | -                               | -               | 6e 1 min 25 s 61                 | -                                | -                    |
| Hangzhou 2018  | Argent 21 s 97               | Bronze 45 s 89               | Or 48 s 50     | 10e temps des séries 1 min 43 s 19 | Argent 1 min 48 s 32 | -                               | -               | 5e 1 min 24 s 14                 | -                                | -                    |
| Abou Dabi 2021 | 20e temps des séries 23 s 02 | 23e temps des séries 47 s 83 | Argent 49 s 04 | DNS                                | Bronze 1 min 49 s 84 | -                               | -               | -                                | -                                | -                    |
| Melbourne 2022 | 5e 22 s 11                   | -                            | Or 48 s 59     | -                                  | Or 1 min 48 s 27     | -                               | -               | -                                | -                                | -                    |

### Jeux du Commonwealth
| Édition         | Épreuves         | Épreuves         | Épreuves                           | Épreuves       | Épreuves             | Épreuves             | Épreuves         | Épreuves             | Épreuves             | Épreuves             |
| Édition         | 100 m nage libre | 200 m nage libre | 50 m papillon                      | 100 m papillon | 200 m papillon       | 200 m 4 nages        | 400 m 4 nages    | 4 × 100 m nage libre | 4 × 200 m nage libre | 4 × 100 m 4 nages    |
| New Delhi 2010  | -                | -                | -                                  | -              | Or 1 min 56 s 48     | 5e 2 min 0 s 74      | Or 4 min 13 s 25 | Bronze 3 min 15 s 21 | Bronze 7 min 14 s 18 | Argent 3 min 36 s 12 |
| Glasgow 2014    | -                | -                | Bronze 23 s 36                     | Or 51 s 29     | Or 1 min 55 s 07     | Bronze 1 min 58 s 85 | -                | Argent 3 min 15 s 17 | Bronze 7 min 10 s 36 | Bronze 3 min 34 s 47 |
| Gold Coast 2018 | Argent 48 s 15   | 7e 1 min 47 s 46 | Or 23 s 37                         | Or 50 s 67     | Or 1 min 54 s 00     | -                    | -                | 6e 3 min 17 s 27     | -                    | Bronze 3 min 34 s 79 |
| Birmingham 2022 | -                | -                | 11e temps des demi-finales 23 s 67 | 4e 51 s 61     | Argent 1 min 55 s 89 | -                    | -                | -                    | 6e 7 min 13 s 76     | -                    |

### Jeux olympiques de la jeunesse
| Édition        | Épreuves         | Épreuves             | Épreuves       | Épreuves             | Épreuves        | Épreuves             | Épreuves          |
| Édition        | 200 m nage libre | 400 m nage libre     | 100 m papillon | 200 m papillon       | 200 m 4 nages   | 4 × 100 m nage libre | 4 × 100 m 4 nages |
| Singapour 2010 | 9e 1 min 52 s 10 | Argent 3 min 51 s 37 | Argent 53 s 31 | Argent 1 min 56 s 85 | Or 2 min 0 s 68 | Bronze 3 min 24 s 66 | 6e 3 min 45 s 80  |

## Records

### Records personnels
Ce tableau liste les records personnels de Chad le Clos.
| Épreuves       | Temps         | Compétition                   | Lieu                   | Date            |
| 100 m papillon | 50 s 56       | Championnat du monde 2015     | Kazan, Russie          | 8 août 2015     |
| 200 m papillon | 1 min 52 s 96 | Jeux olympiques d'été de 2012 | Londres                | 31 juillet 2012 |
| 200 m 4 nages  | 1 min 57 s 94 | Championnats d'Afrique du Sud | Durban, Afrique du Sud | 11 avril 2014   |
| 400 m 4 nages  | 4 min 12 s 24 | Jeux olympiques d'été de 2012 | Londres                | 28 juillet 2012 |

| Épreuves       | Temps         | Compétition                               | Lieu                       | Date               |
| 100 m papillon | 48 s 08       | Championnat du monde en petit bassin 2016 | Windsor, Canada            | 8 décembre 2016    |
| 200 m papillon | 1 min 48 s 27 | Championnat du monde en petit bassin 2022 | Melbourne, Australie       | 15 décembre 2022   |
| 200 m 4 nages  | 1 min 51 s 56 | Coupe du monde FINA 2014                  | Dubaï, Émirats arabes unis | 1er septembre 2014 |
| 400 m 4 nages  | 3 min 59 s 23 | Coupe du monde FINA 2013                  | Tokyo, Japon               | 9 novembre 2013    |

### Records du monde battus
Ce tableau détaille les records du monde battus par Chad le Clos durant sa carrière; ces records l'ont été en petit bassin.
| Épreuve                        | Temps         | Compétition                               | Lieu                | Date       |
| 200 m papillon en petit bassin | 1 min 49 s 04 | Coupe du monde 2013                       | Eindhoven, Pays-Bas | 07/08/2013 |
| 200 m papillon en petit bassin | 1 min 48 s 56 | Coupe du monde 2013                       | Singapour           | 05/11/2013 |
| 100 m papillon en petit bassin | 48 s 44       | Championnat du monde en petit bassin 2014 | Doha, Qatar         | 07/12/2014 |
| 100 m papillon en petit bassin | 48 s 08       | Championnat du monde en petit bassin 2016 | Windsor, Canada     | 08/12/2016 |